# 1254
| 1254               |
| ------------------ |
| Dødsfald - Fødsler |
|                    |

| Gregoriansk kalender | 1254 MCCLIV             |
| Ab urbe condita      | 2007                    |
| Armensk kalender     | 703 ԹՎ ՉԳ               |
| Kinesiske kalender   | 3950 – 3951 癸丑 – 甲寅 |
| Etiopisk kalender    | 1246 – 1247             |
| Jødisk kalender      | 5014 – 5015             |
| Hindukalendere       |                         |
| - Vikram Samvat      | 1309 – 1310             |
| - Shaka Samvat       | 1176 – 1177             |
| - Kali Yuga          | 4355 – 4356             |
| Iransk kalender      | 632 – 633               |
| Islamisk kalender    | 652 – 653               |

Konge i Danmark: Christoffer 1. 1252-1259
Se også 1254 (tal)

## Begivenheder
- Jakob Erlandsen bliver ærkebiskop i Lund efter at have været bisp i Roskilde.
- København får sin første stadsret
- Ludvig den Hellige forviser alle jøder fra Frankrig.
- Efter Babenbergernes uddøen i 1246 tilfalder Steiermark Ungarn.
- Greifenhagen i Vestpommern grundlægges.
- 12. december - Pave Alexander 4. indtræder til sin død 25. maj 1261, efter Pave Innocens 4.

## Født
- 24. juni – Floris 5., greve af Holland
- 15. september – Marco Polo, italiensk opdagelsesrejsende.
- Rane Jonsen, senere dømt for medvirken til mordet på Erik Glipping

## Dødsfald
- 7. december – Pave Innocens 4. fra 25. juni 1243 til sin død, efterfølges af Pave Alexander 4. (født ca. 1195.)